# The Mermen
The Mermen är en amerikansk instrumentell rockgrupp från San Francisco, Kalifornien, bildad 1989. 
Musiken har inslag av surf och psykedelia. Bandet består av Jim Thomas (gitarr), Jennifer Burnes (basgitarr) och Martyn Jones (trummor). Tidigare medlemmar är Allen Whitman, Vince Littleton och Prairie Prince.

## Diskografi (urval)
Album
- Krill Slippin' (1989)
- Food for Other Fish (1994)
- Live at the Haunted House (1995)
- A Glorious Lethal Euphoria (1995)
- Songs of the Cows (1996)
- Only You (1997)
- Sunken Treasure (1999)
- The Amazing California Health and Happiness Road Show (2000)
- In God We Trust (2010)
- Do You Hear What I Hear - A Very MERMEN Christmas (2012)
- We Could See it in the Distance (2017)
- The Magic Swirling Ship (2017)
- A Murmurous Sirenic Delirium (2019)

Soloalbum, Jim Thomas
- Blues Of Elsewhere (2011)